# Muzeum Archidiecezjalne w Gnieźnie
Muzeum Archidiecezjalne w Gnieźnie – muzeum erygowane przez ówczesnego biskupa gnieźnieńskiego Józefa Glempa w 1989 roku i otwarte 22 maja 1991 roku, obejmujący swoją opieką zbiory w skarbcu archikatedry gnieźnieńskiej, mieszczące się w zaadaptowanym budynku znajdującym się tuż przy katedrze, przy ul. Kolegiaty 2.

## Zbiory
Zbiory obejmują zabytki sztuki sakralnej należące do archidiecezji gnieźnieńskiej, często przeniesione z innych miejsc (np. kolegiata w Kruszwicy i Trzemesznie). Muzeum sprawuje również opiekę nad skarbcem katedralnym, który obok wawelskiego i jasnogórskiego posiada najcenniejsze i najbardziej unikatowe zabytki sakralnej sztuki romańskiej i gotyckiej w Polsce oraz nad zabytkami samej archikatedry, do których należą m.in. Drzwi Gnieźnieńskie. Oprócz zbiorów katedry muzeum posiada kolekcje rzeźb sakralnych, portretów trumiennych, tkanin liturgicznych, medali, monet oraz pamiątek po ostatnich prymasach Polski. Pierwszym dyrektorem, kustoszem i organizatorem zbiorów był Bolesław Dzierwa.
W gnieźnieńskich zbiorach znajduje się jeden z najstarszych w Polsce łacińskich leoninów z XII w., nellowany na patenie kielicha królewskiego, który w tłumaczeniu znaczy: Życie ugaszcza śmierć / Słodycz wypija ocet / Nie człowiek lecz czerw / Męża zbrojnego zwycięża.

## Cenne eksponaty
- Kielich Świętego Wojciecha – agatowa czara z X wieku w złotej oprawie z przeł. XII i XIII w.
- I Kielich Dąbrówki z około 1170 roku.
- II Kielich Dąbrówki – dar Mieszka III Starego dla archikatedry gnieźnieńskiej z około 1190 roku, pochodzący z Trzemeszna.
- Zaśnięcie Najświętszej Marii Panny – drewniana płaskorzeźba z XIV w. z kościoła w Liszkowie
- Opłakiwanie z Gościeszyna – rzeźba z około 1420 roku.

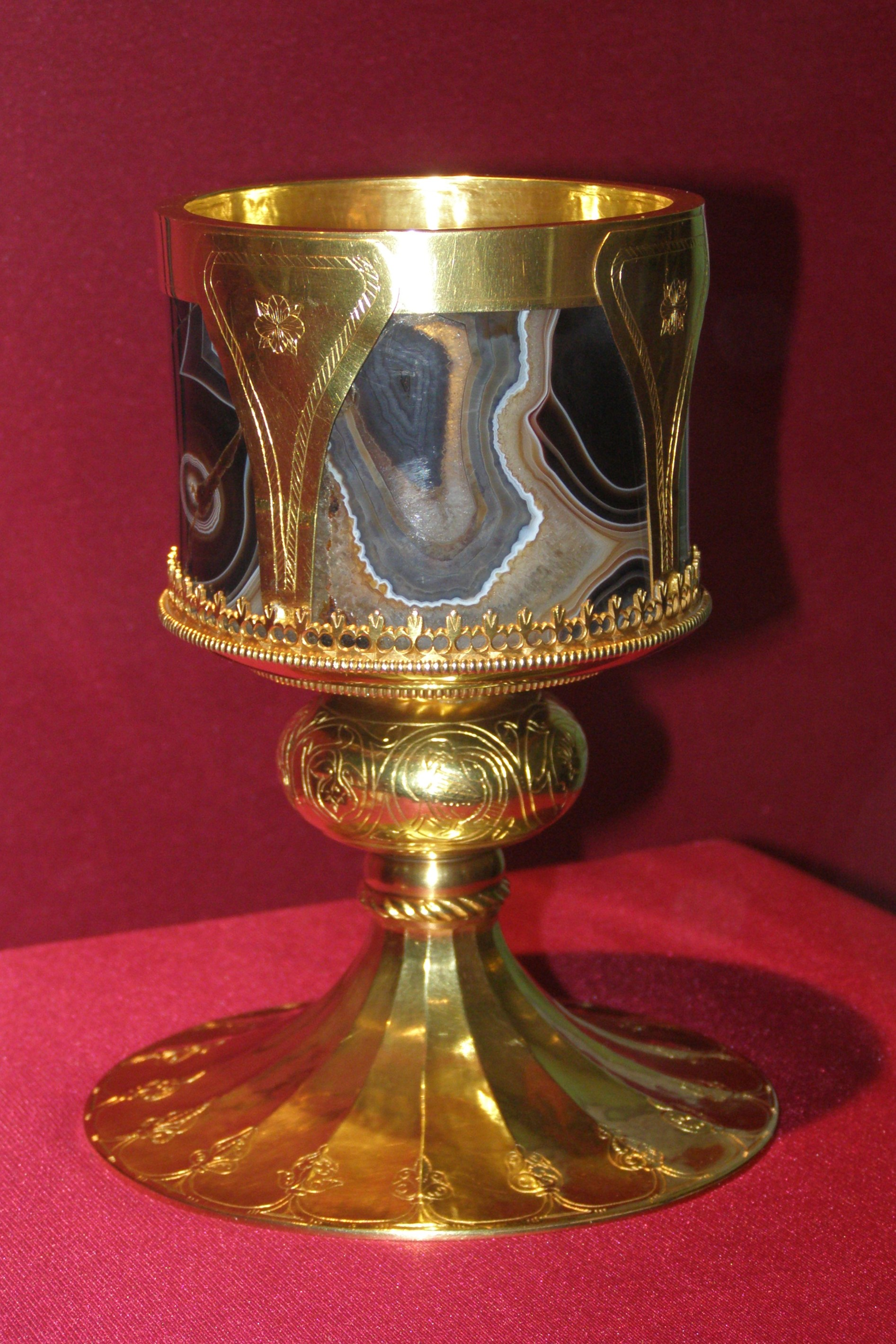
Kielich Świętego Wojciecha
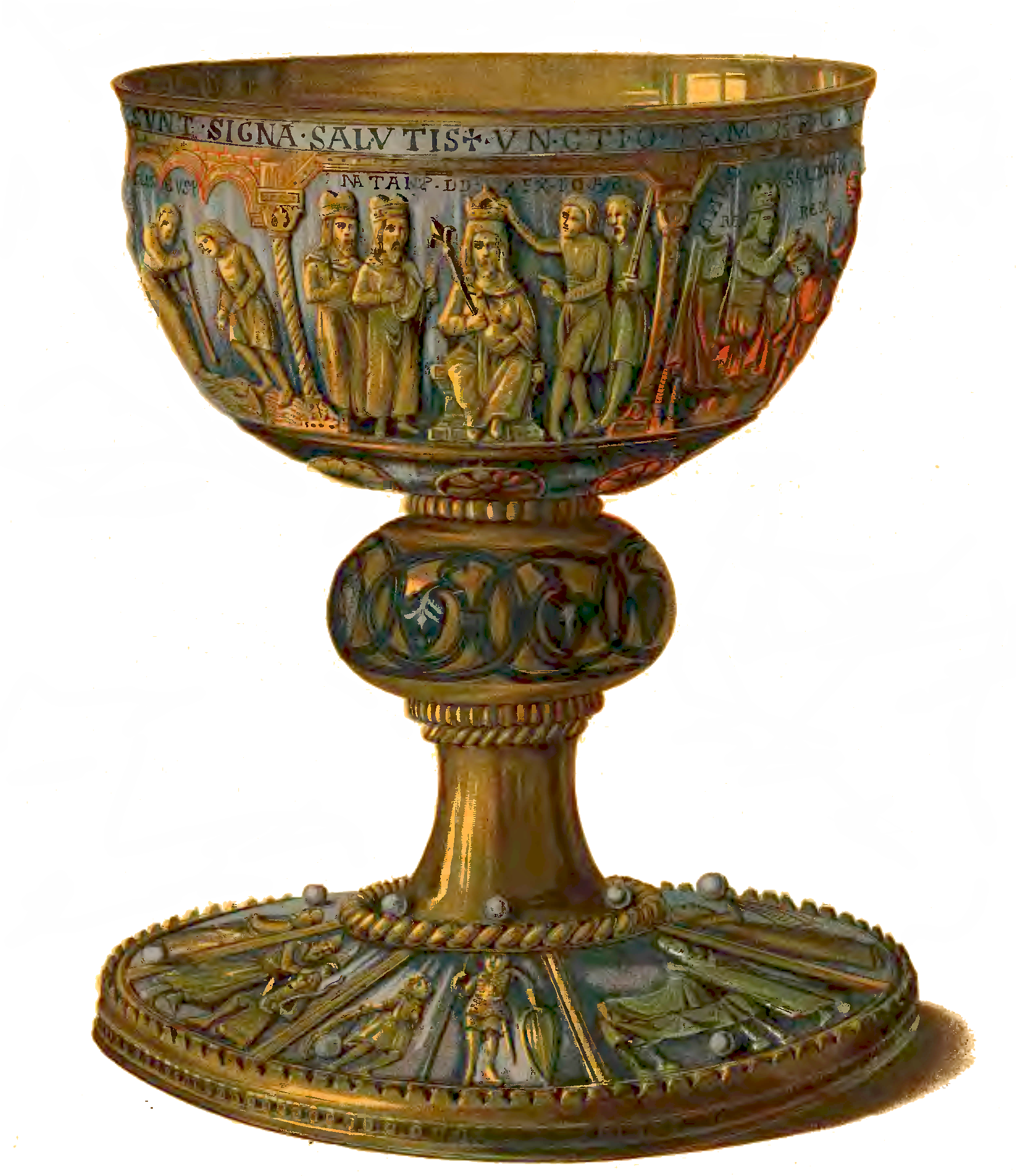
Drugi kielich Dąbrówki
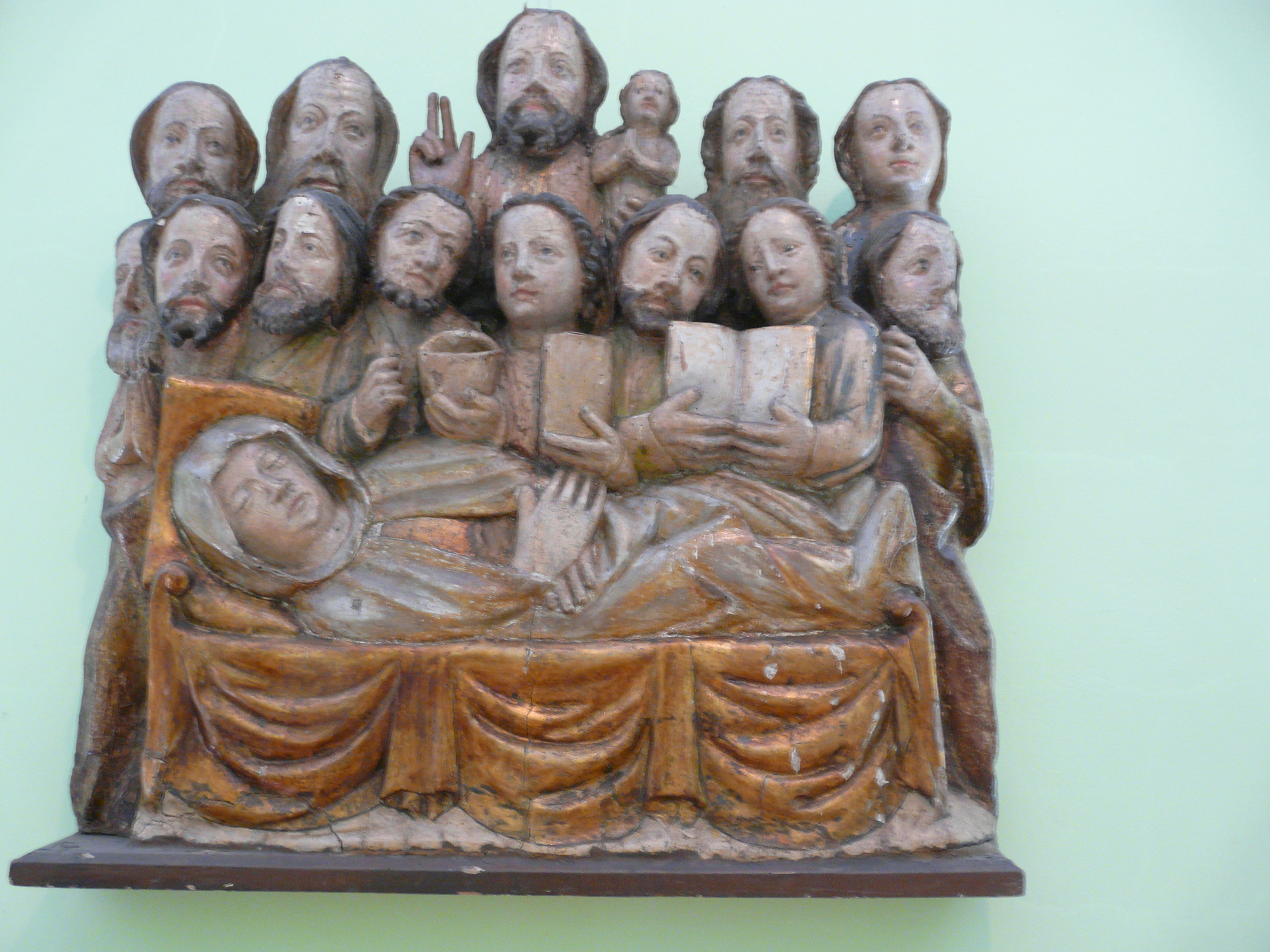
Zaśnięcie Najświętszej Marii Panny
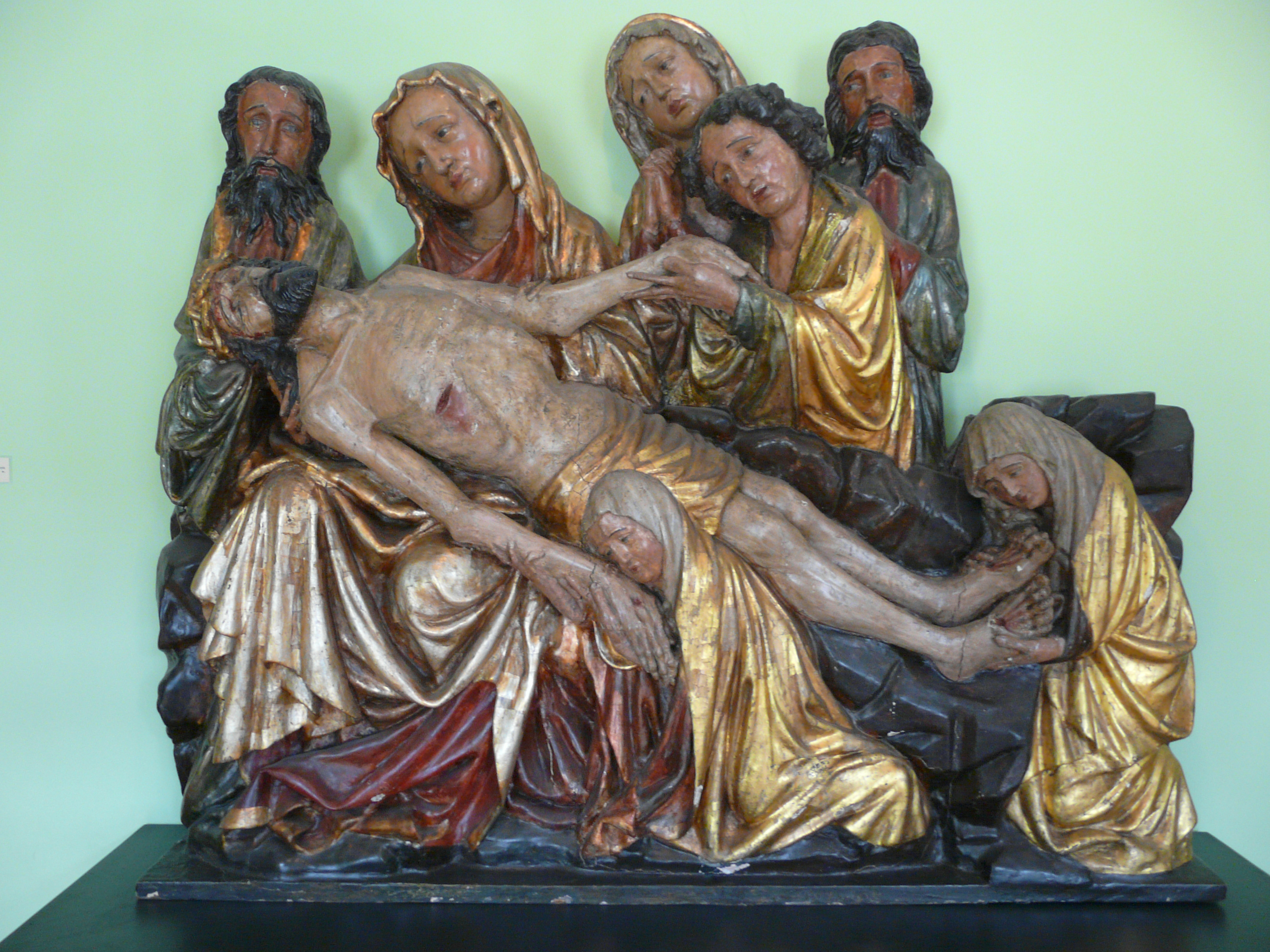
Opłakiwanie z Gościeszyna
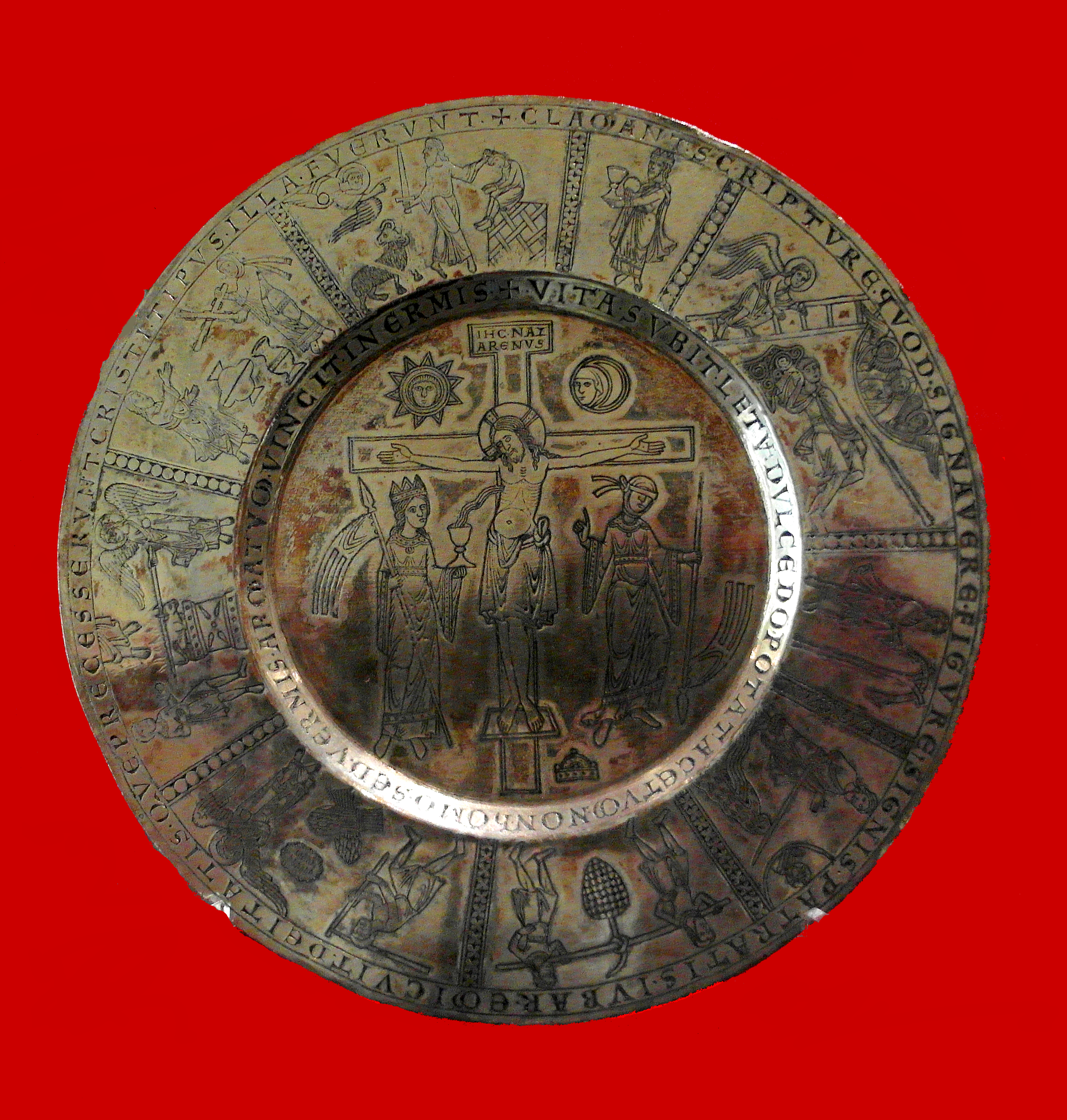
Patera z XII wieku
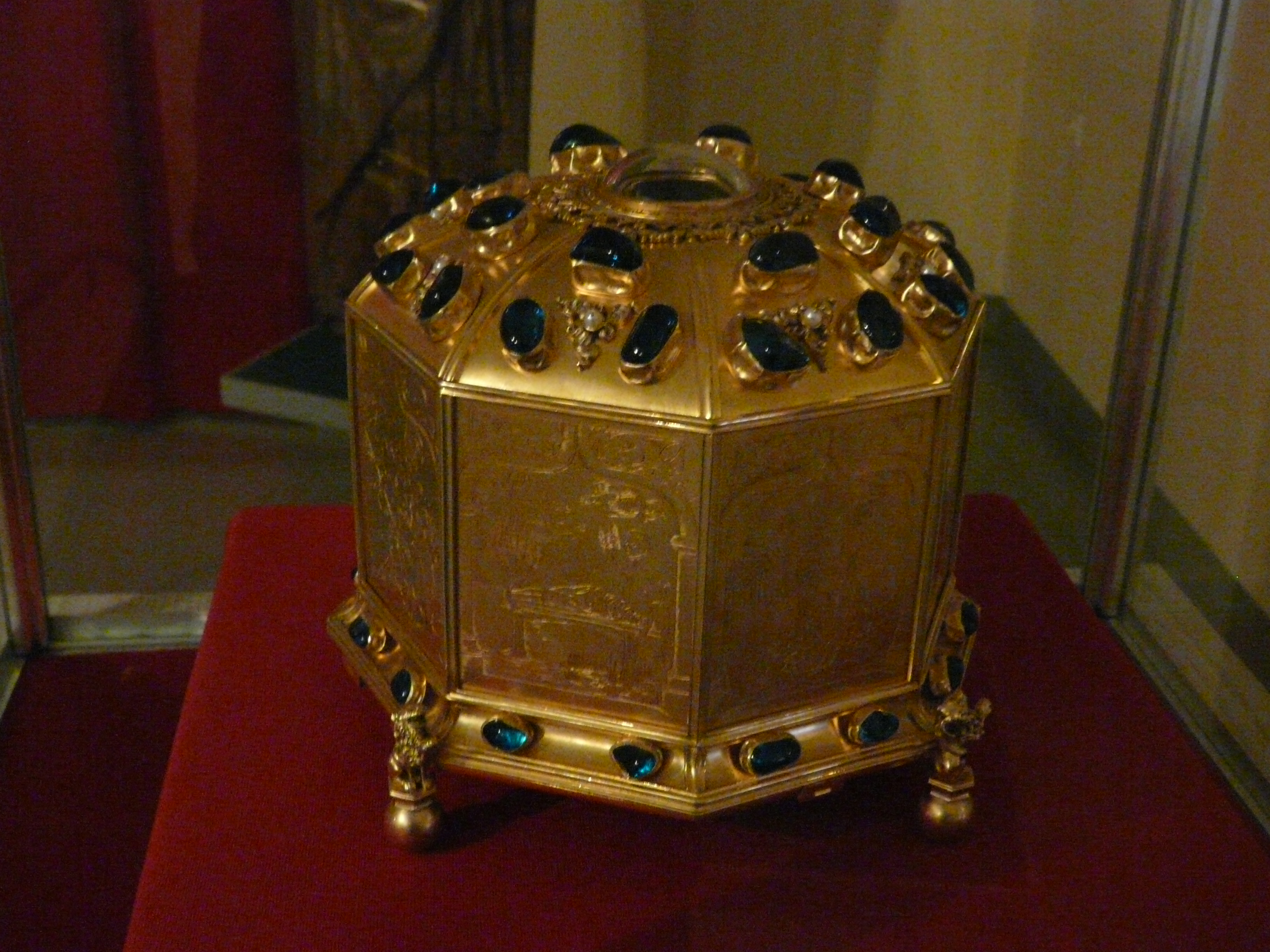
Relikwiarz na głowę Św. Wojciecha
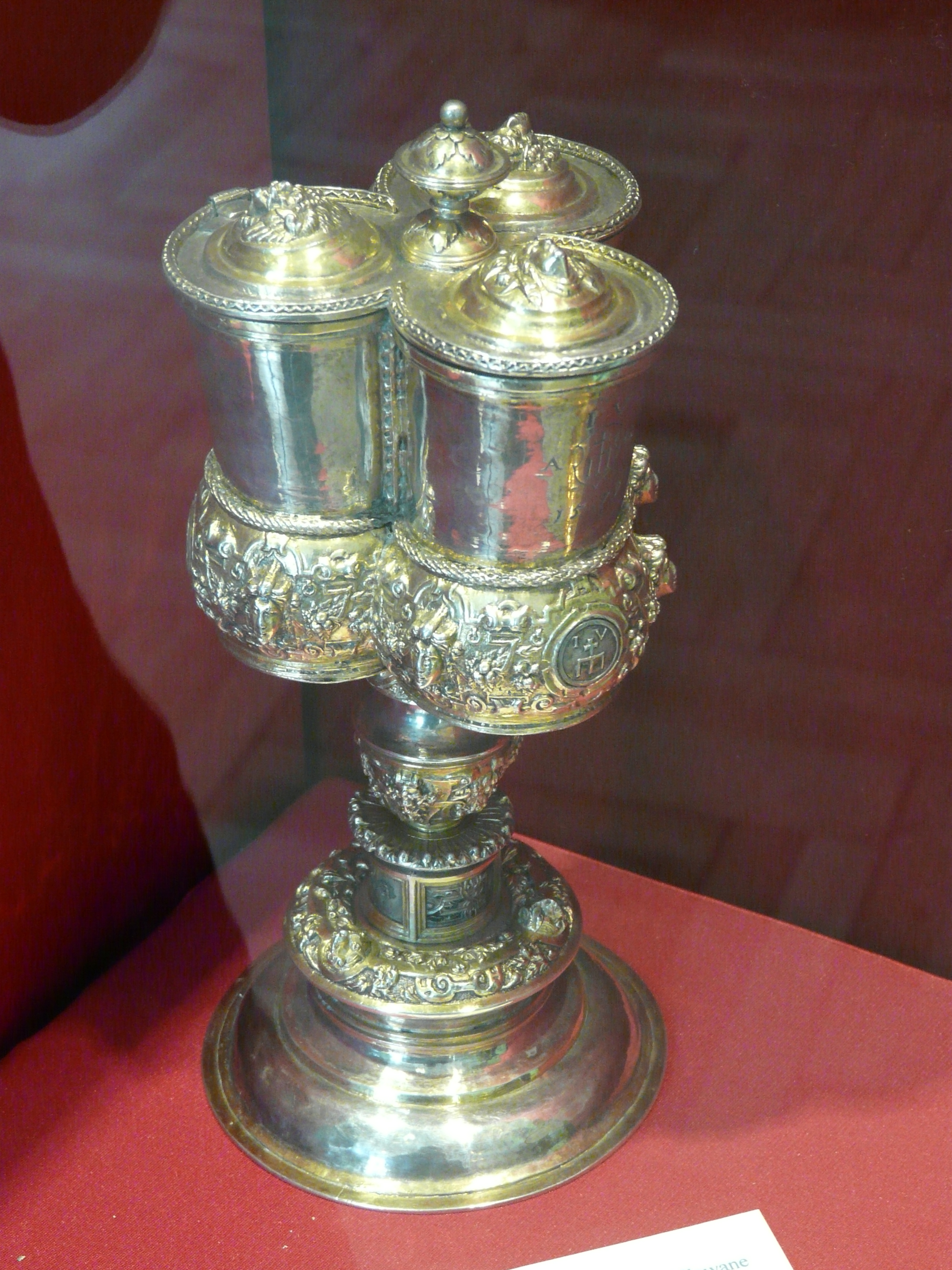
Naczynie na oleje z XVI wieku
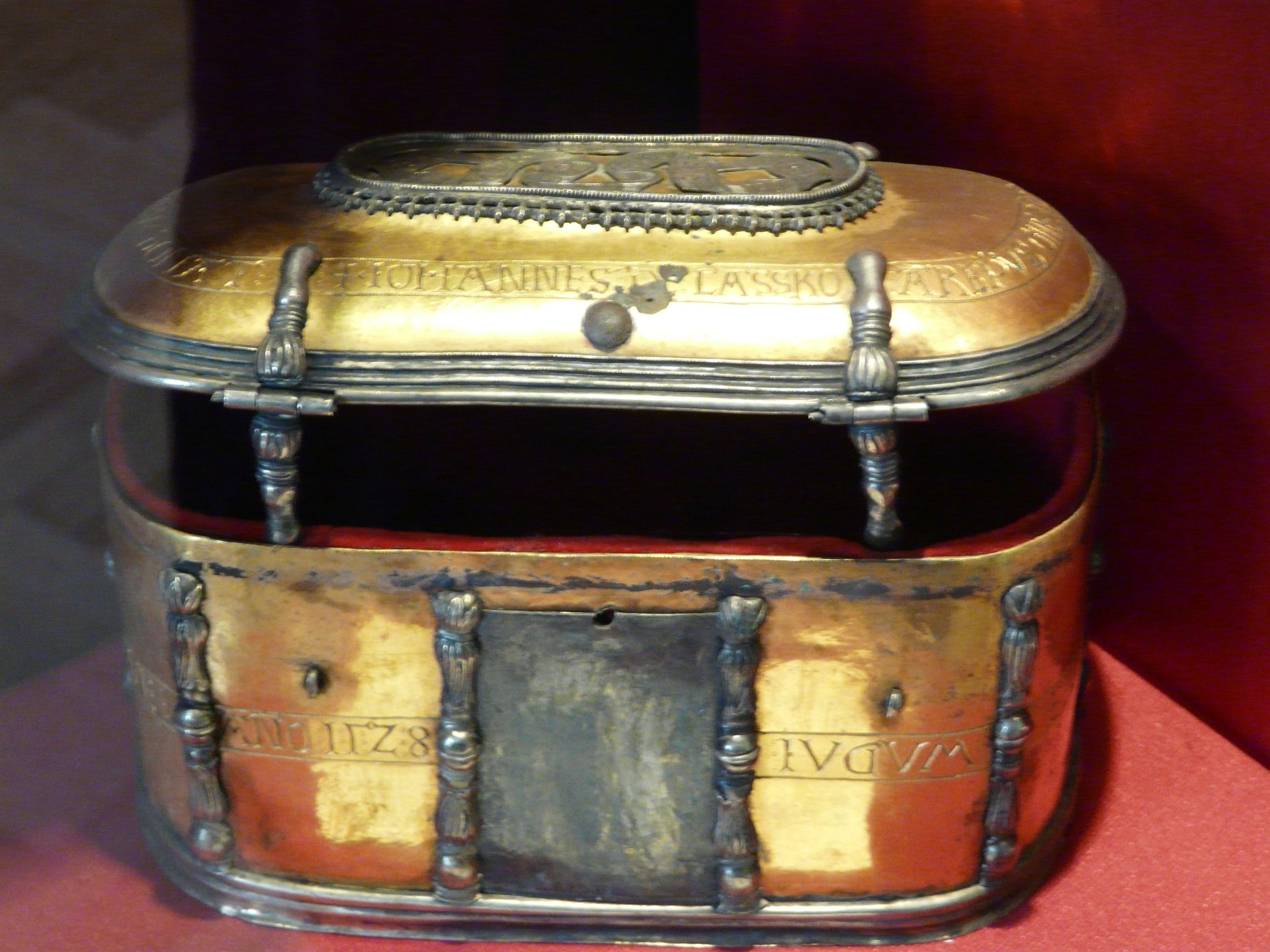
Szkatuła na paliusz z 1528 r
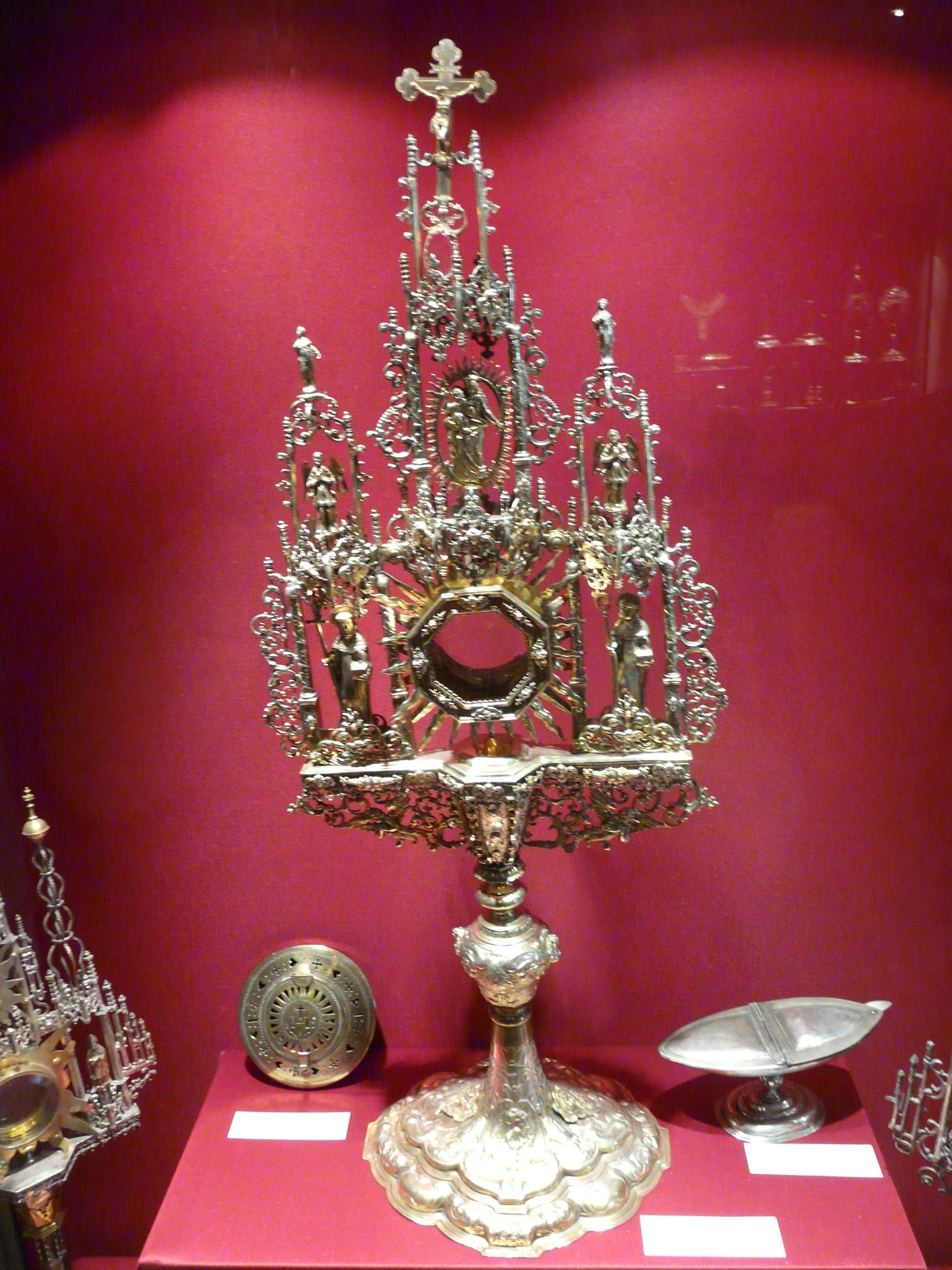
Monstrancja ze Żnina z XVIII wieku